# Миколайтис, Повилас
Повилас Миколайтис (лит. Povilas Mykolaitis; род. 23 февраля 1983, Капсукас) — литовский легкоатлет, специалист по прыжкам в длину. Выступал за сборную Литвы по лёгкой атлетике в 2002—2014 годах, многократный победитель и призёр национальных первенств, рекордсмен страны, участник ряда крупных международных соревнований, в том числе летних Олимпийских игр в Лондоне.

## Биография
Повилас Миколайтис родился 23 февраля 1983 года в городе Мариямполе Литовской ССР.
Дебютировал в лёгкой атлетике на международном уровне в сезоне 2002 года, когда вошёл в состав литовской национальной сборной и побывал на чемпионате мира среди юниоров в Кингстоне, где занял в прыжках в длину 11 место.
В 2003 году принял участие в молодёжном чемпионате Европы в Быдгоще, но остановился здесь уже на предварительном квалификационном этапе. При этом на чемпионате Литвы в Каунасе выиграл серебряную медаль, уступив только Томасу Бардаускасу.
В 2005 году выступил на европейском первенстве в помещении в Мадриде, завоевал бронзовую медаль на молодёжном европейском первенстве в Эрфурте, побывал на взрослом мировом первенстве в Хельсинки, где занял итоговое 18 место.
На чемпионате Литвы 2008 года был лучшим в прыжках в длину и в тройных прыжках.
Будучи студентом, в 2009 году представлял страну на летней Универсиаде в Белграде. Также в этом сезоне выступил на чемпионате Европы в помещении в Турине и на командном чемпионате Европы в Лейрии.
В 2010 году вновь выиграл литовское национальное первенство в прыжках в длину, стартовал на европейском первенстве в Барселоне.
В 2011 году стал пятым на чемпионате Европы в помещении в Париже, участвовал в Универсиаде в Шэньчжэне, одержал победу во второй лиге командного чемпионата Европы в Стокгольме, находился среди участников чемпионата мира в Тэгу, но не показал здесь никакого результата. Кроме того, на Кубке Литвы в Каунасе установил национальный рекорд в прыжках в длину — 8,15 метра.
На европейском первенстве 2012 года в Хельсинки в финал пройти не смог. Выполнив олимпийский квалификационный норматив в 8,10 метра, удостоился права защищать честь страны на летних Олимпийских играх в Лондоне — в итоге в программе прыжков в длину показал результат 7,61 метра, не сумев преодолеть предварительный квалификационный раунд.
После лондонской Олимпиады Миколайтис ещё в течение некоторого времени оставался в составе легкоатлетической команды Литвы и продолжал принимать участие в крупнейших международных соревнованиях. Так, в 2014 году в прыжках в длину он выступил на чемпионате Европы в Цюрихе, здесь с результатом 7,66 метра занял в квалификации итоговое 17 место.